# Монголия (1911—1921)
Госуда́рство Монго́лия (монг. Монгол Улс?, ᠮᠣᠩᠭᠣᠯ
ᠤᠯᠤᠰ?; Олноо өргөгдсөн Монгол улс?, ᠣᠯᠠᠨ᠎ᠠ
ᠡᠷᠭᠦᠭᠳᠡᠭᠰᠡᠨ
ᠮᠣᠩᠭᠣᠯ
ᠤᠯᠤᠰ?; в историографии — Богдо-ханская Монголия) — государство на территории Внешней Монголии, последовательно имевшее статусы независимого государства, автономии под суверенитетом Китайской республики.

## Провозглашение независимости Внешней Монголии
В результате Синьхайской революции в империи Цин и установления Китайской республики в Халхе усилилось национально-освободительное движение. 1 декабря 1911 года халхаские князья и ламы провозгласили независимость страны. Юридически это было обосновано тем, что вассальная зависимость Монголии имела место по отношению к маньчжурской династии Цин, а не к Китаю. Богдо-гэгэн VIII, буддийский лидер страны, 29 декабря был возведён в Богдо-ханы и стал теократическим правителем нового государства. Под руководством русских военных советников была создана 20-тысячная монгольская армия. В 1913 году армию мобилизовали для освобождения от Китая Внутренней Монголии.
Новое республиканское правительство Китая отказалось признать независимость Монголии, но в то время не имело возможности восстановить над ней свой суверенитет. Вместе с тем стремление Монголии к независимости нашло поддержку в Российской империи, заинтересованной в появлении буферного государства на границе с Китаем. Россия выступила за предоставление Китаем широкой автономии Внешней Монголии. В движении за независимость Монголии была также заинтересована и Япония, поддерживавшая её деньгами и оружием.

## Международно-правовой статус

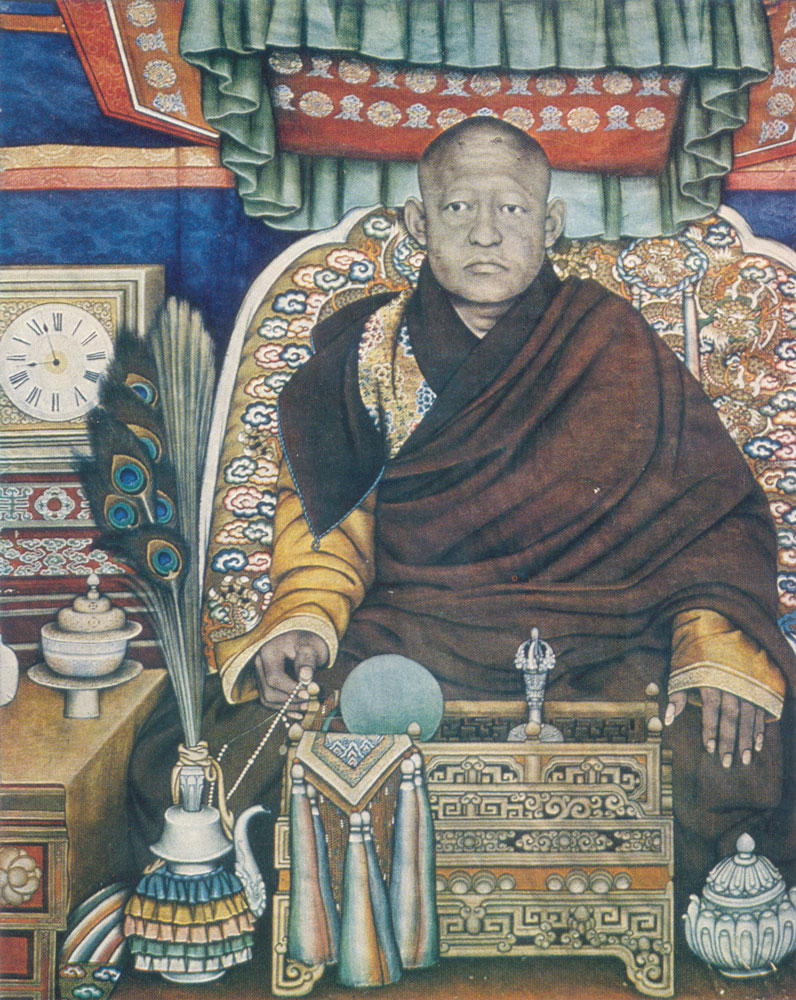
Богдо-гэгэн VIII, теократический правитель Монголии

21 октября (3 ноября) 1912 года в Урге было подписано монгольско-российское соглашение (в монгольском варианте — договор). Соглашение и протокол к нему, подписанные от России дипломатическим представителем в Урге И. Я. Коростовцом напрямую (минуя Китайскую республику, которую Россия тогда ещё не признала), закрепляли привилегии и преференции России: свободу передвижения, торговли, банковской деятельности, необходимость согласия российского правительства на положения возможного в будущем отдельного договора Монголии с Китаем или другим иностранным государством, нарушающие настоящий договор, и относили Китай к зарубежным странам. Некоторые положения российского и монгольского вариантов документа имели разный смысл (в монгольском обозначали государственность), но оба варианта имели равную силу.
29 декабря 1912 (11 января 1913 г.) года в Урге был подписан монголо-тибетский договор о дружбе, по которому стороны обоюдно признавали независимость от Китая.
23 октября 1913 года Россия признала сюзеренитет Китая над Монголией (Русско-китайская декларация). В свою очередь Китай признал право Монголии на самоуправление, на её право распоряжаться своей промышленностью и торговлей и согласился не вводить в страну свои войска. 25 мая 1915 года в Кяхте был заключён трёхсторонний Кяхтинский договор, провозгласивший автономию Монголии. Самоуправление Монголии было подтверждено, пекинскую власть представлял китайский резидент в Урге и его помощники в Улясутае, Маймачене и Кобдо.

Флаг Монголии 1911—1921 годов

Другой вариант флага Монголии 1911—1921 годов

После Октябрьской социалистической революции 1917 года в России, в регионе Забайкалья и Монголии, при поддержке Японии и атамана Семёнова усилилось панмонгольское движение. Его инициаторами выступили некоторые князья и ламы Внутренней Монголии, часть бурятской интеллигенции и верхушка монголов Барги. В феврале-марте 1919 года в Чите прошёл панмонгольский съезд, участники которого выступили за создание независимого Объединённого монгольского государства, включающего Внешнюю Монголию, Внутреннюю Монголию и Бурятию. Соответствующие документы были направлены на Версальскую мирную конференцию. Однако Внешняя Монголия отказалась участвовать в созданном временном правительстве во главе с ламой из Внутренней Монголии Нэйсэ-гэгэном Мэндэбаяром. Правительство сформировало войска из бурят, монголов Внутренней Монголии и баргутов, которые временно расквартировывались в районе железнодорожной станции Даурия.
Данное временное монгольское правительство негативно отнеслось к советской власти и поддерживало отношения с Сибирским временным правительством и, впоследствии, правительством Колчака в Омске, выступавшими за сохранение Кяхтинского соглашения 1915 года и автономию Внешней Монголии.

## Китайская оккупация

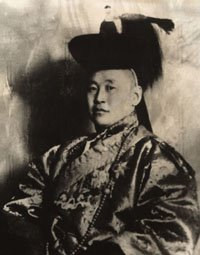
Премьер-министр Монголии Т.-О. Намнансурэн

Летом 1918 года правительство Китая, пользуясь слабостью России из-за гражданской войны, ввело в Ургу батальон. К лету 1919 года среди некоторых князей, министров и высших лам Внешней Монголии возобладало намерение отказаться от автономии, которое усилилось после смерти в феврале 1919 года председателя Совета министров Намнансурэна.
В июле 1919 года китайские войска заняли Ургу (под предлогом противодействия оккупации Монголии войсками атамана Семёнова и опасности «занесения в Китай большевистской заразы») и заставили правительство Богдо-хана признать суверенитет Китая над Монголией. Китайские власти взяли курс на постепенную ликвидацию монгольской автономии.
22 ноября 1919 года президент Китайской республики Сюй Шичан расторг русско-монгольские соглашения 1912 года и Кяхтинский договор 1915 года, определявшие статус страны как автономной части Китая. В декабре 1919 года монгольское правительство было распущено, а монгольская армия — разоружена и расформирована.

## Вступление в Монголию Азиатской конной дивизии

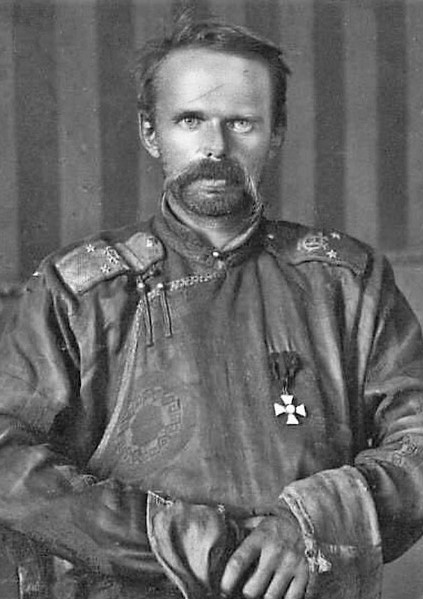
Генерал-лейтенант фон Унгерн-Штернберг

В октябре 1920 года Азиатская конная дивизия под командованием генерала фон Унгерн-Штернберга вошла в Халху из Забайкалья. Богдо-хан был арестован китайцами. Находясь под домашним арестом, он несколько раз обращался к Унгерну с просьбой освободить Ургу от китайцев. 4 февраля 1921 года после тяжёлого боя войска Унгерна выбили китайский гарнизон из Урги и заняли город, вернув Монголии независимость.
В начале марта 1921 года Богдо-хан сформировал правительство автономной Внешней Монголии. В его состав вошли: Джалхандза-хутухта Дамдинбазар — первый министр и министр внутренних дел (вскоре, в связи с отправкой Дамдинбазара в Западную Монголию, министерская печать была передана им Цэрэндоржу), Дашцэвэг — министр иностранных дел, Бишерельту-ван Доржцэрэн — военный министр, Лувсанцэвээн — министр финансов, бэйсэ (князь 4-й степени) Чимэддорж — министр юстиции. Хатан-Батор Максаржав стал командующим монгольскими войсками. Барон Унгерн остался командующим Азиатской конной дивизией.
В апреле 1921 года Министерством финансов Монголии были выпущены в обращении монгольские доллары — обязательства в 10, 25, 50 и 100 долларов с изображениями барана, быка, лошади и верблюда — фактически, первая собственная денежная единица в новой истории Монголии.

## Народная революция 1921 года

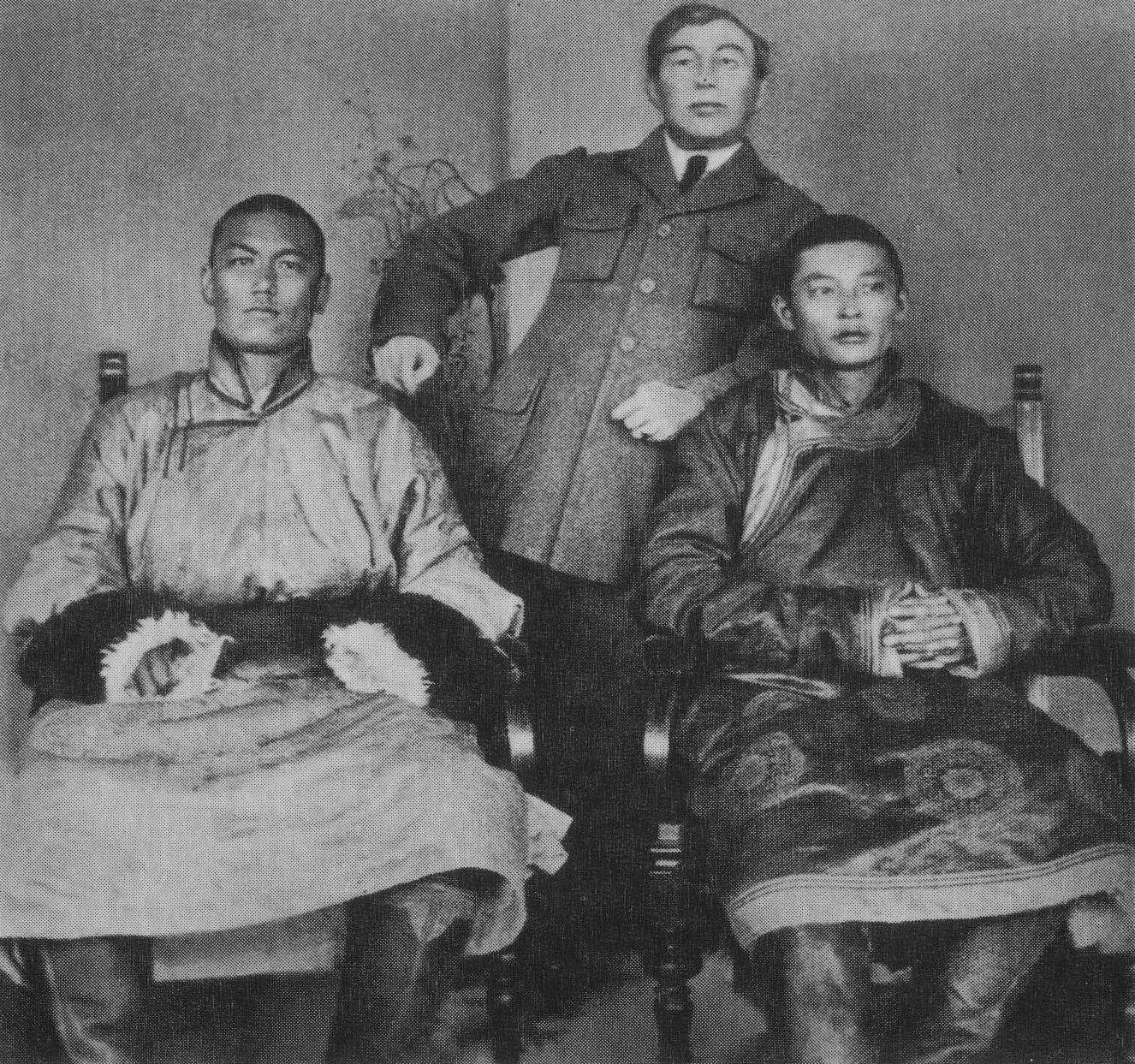
Сухэ-Батор и Чойбалсан

Ещё до вступления Унгерна в Монголию в Урге появились две революционные группы, ставившие целью освобождение от китайской оккупации. Они ориентировались на Советскую Россию. После вступления Унгерна в Монголию, под влиянием большевиков, они поставили целью изгнание оттуда белогвардейцев. Одной из них, выступавшей за вооружённое восстание, руководили Дамдин Сухэ-Батор и Солийн Данзан, вторую, настроенную на политическое завоевание власти, возглавляли Хорлогийн Чойбалсан и Догсомын Бодоо. По рекомендации Коминтерна обе группы были объединены и 25 мая 1920 года было провозглашено создание Монгольской народной партии.
Богдо-хан поддержал стремление революционеров изгнать китайцев, но не их стремление захватить власть в Монголии. Ещё в 1918 и 1919 годах Советское правительство денонсировало договоры с Японией и Китаем.
1—3 марта 1921 года в Кяхте состоялся I съезд Монгольской народной партии. 13 марта вновь избранный Центральный комитет партии сформировал новое Временное Народное правительство Монголии. После взятия Монгольской Народной армией под командованием Сухэ-Батора торговой слободы Маймачен в северной Монголии, туда переехало Временное Народное правительство Монголии. В июле монголо-советские войска вошли в Ургу, оставленную Азиатской дивизией Унгерна.

## Период Народного правительства
11 июля 1921 года в Урге вместо правительства Богдо-хана было организовано Народное правительство Монголии. Страна была объявлена ограниченной монархией, во главе её номинально остался Богдо-хан. После смерти Богдо-гэгэна VIII в 1924 году монархия была отменена, а поиски его нового тулку запрещены. 26 ноября 1924 года была провозглашена Монгольская Народная Республика.

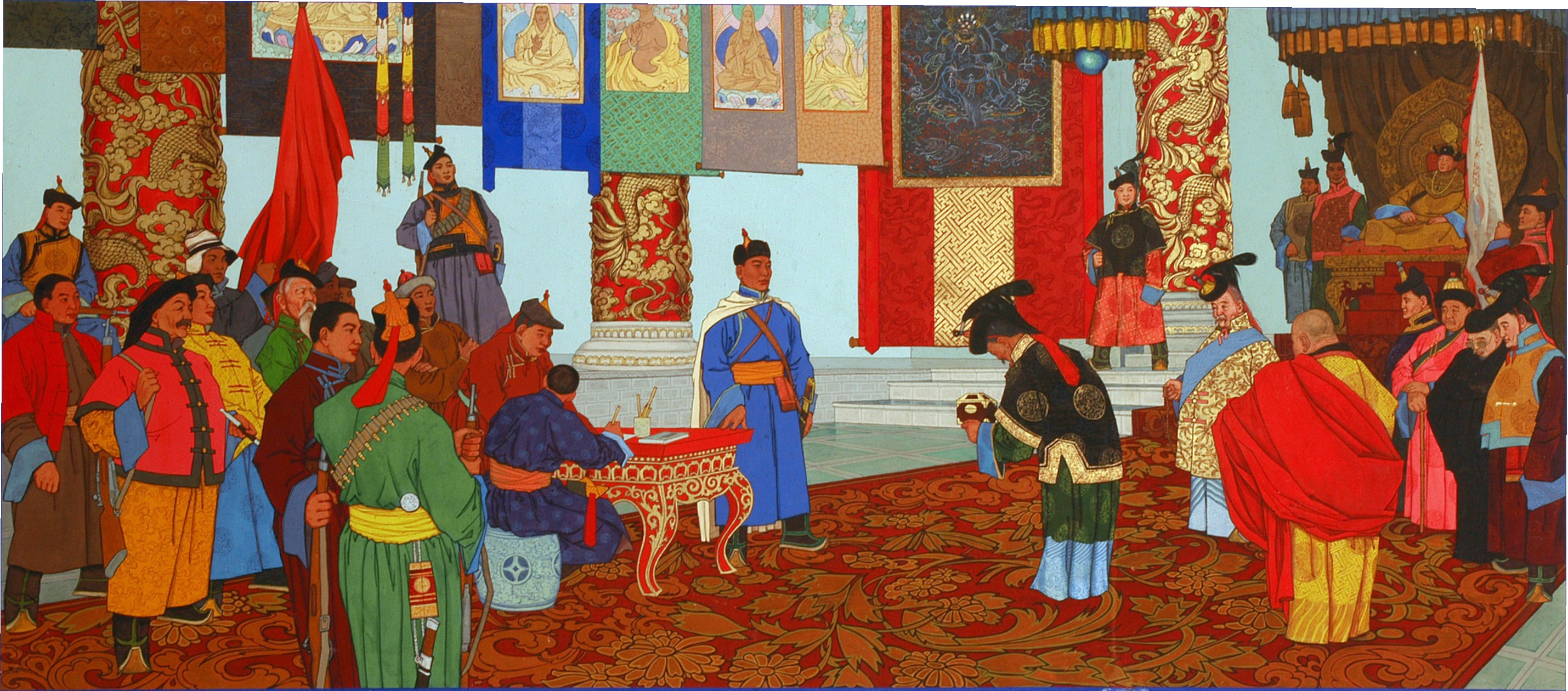
Д. Сухэ-Батор 10 июля 1921 года в Урге столице.